# عمر كين
عمر كين (بالفرنسية: Oumar Kane؛ مواليد 14 مارس 1992)، والمعروف أيضًا باسم روغ روغ. هو مُقاتل فنون قتالية مختلطة سنغالي.

## وصلات خارجية
لا توجد روابط لمواقع التواصل الاجتماعي.